# Уилсон, Артур (адмирал)
Сэр Артур Уилсон (полное имя: Артур Найвет Уилсон англ. Arthur Knyvet Wilson, 4 марта 1842 — 25 мая 1921) — британский флотоводец, адмирал флота, Первый морской лорд. Участвовал в Англо-египетской войне, в войне в Судане. Отличился в Битве при Эль-Тебе, за которую был награждён высшей военной наградой Великобритании Крестом Виктории в феврале 1884 года. Служил командиром нескольких военных кораблей, после чего возглавил экспериментальную торпедную эскадру. Был назначен командующим Флота Канала. Будучи назначенными Первым морским лордом, занимал эту должность непродолжительное время. Деятельность на этой позиции оценивается в общем негативно, существуют такие оценки, как «неинициативный, невнятный, авторитарный». В итоге рассматривался на этой должности как промежуточный исполнитель. С началом Первой мировой войны получил назначение советником Адмиралтейства, продвигал тактические идеи наступательных военных действий в Северном море.

## Ранняя карьера
Артур Уилсон родился в городке Софам графства Норфолк на востоке Англии в семье морского офицера Джорджа Найвета Уилсона (англ. George Knyvet Wilson) (1798—1866) и его жены Агнес Марии Уилсон. Дед Уилсона был младшим братом 10-го Барона Бернерса. По семейным преданиям семья Уилсонов происходит от Томаса Вудстока, младшего сына короля Эдуарда III. Артур был третьим сыном в семье, на момент его рождения отец имел звание коммандера, вершиной его карьеры стало звание контр-адмирала. Мать Артура была дочерью викария Софама. Младший брат отца, Арчдейл Уилсон (1803—1874) был офицером, командующим британскими войсками в решающем сражении восстания сипаев 1857 года Осаде Дели. Артур получал образование в престижном Итонском колледже (1852—1855), там же учились его два старших брата. В 1855 году на семейном совете было решено отправить Уилсона на службу в Королевский военно-морской флот Великобритании. Оба старших брата Артура Уильям и Роланд учились блестяще, они получили стипендию Итонского колледжа. Хотя Артур учился неплохо, его успехи были скромнее, чем старших братьев. Это, вероятно, сыграло роль в решении отправить Артура служить во флот. Артур тем не менее на протяжении карьеры гордился учёбой в Итоне. Он поступил на службу в ранге офицерского кадета (англ. Midshipman). Первым кораблём Уилсона стал линейный корабль 2 ранга HMS Algiers, на который он был назначен в 1855 году.
Во время последних баталий Крымской войны Уилсон принял участие в Сражении у Кинбурна в октябре 1855 года. В сентябре 1856 года его перевели служить на линейный корабль 4 ранга HMS Raleigh, который нёс службу на Дальнем Востоке в составе британского подразделения, называвшегося Ост-Индская и Китайская станция. Командиром HMS Raleigh был родственник Уилсона Генри Кеппель. HMS Raleigh потерпел крушение у берегов Гонконга, и Уилсон был переведён на линейный корабль 2 ранга HMS Calcutta. На этом корабле он принимал участие во Второй опиумной войне — Битве у Гуанчжоу в декабре 1857 года, и затем в Битве за форты Дагу в мае 1858 года. В это время Уилсон был корабельным командиром артиллерии.
В сентябре 1859 года Уилсон был переведён на винтовой фрегат HMS Topaze, на этом корабле он получил должность лейтенанта 11 декабря 1861 года (строго говоря Уилсон сдал лейтенантский экзамен в 1863 году, но звание лейтенанта ему было присвоено ретроактивно с 1861 года). После службы на пароходофрегате HMS Gladiator в апреле 1865 года Уилсон поступил в Портсмуте в артиллерийскую школу морского флота HMS Excellent. В мае 1867 года Уилсон был назначен инструктором в открывшуюся в Иокогаме Военную академию Императорского флота Японии. В Японии начальником Уилсона был коммандер Ричард Трэйси. В январе 1869 года Уилсон был назначен на учебный корабль HMS Britannia.
В 1870 году Уилсон получил назначение в комиссию, занимавшеюся исследованием эффективности торпеды Уайтхеда. В составе этой комиссии он принял участие в реальных испытаниях торпеды на море. В следующем году Уилсон стал артиллерийским офицером на учебном корабле HMS Caledonia в составе Средиземноморского флота. В октябре 1872 года Уилсон получил назначение капитан-лейтенантом на пароходофрегат HMS Narcissus. 18 сентября 1873 года он получил звание коммандера, в январе 1874 года был назначен старшим помощником командира корабля Джорджа Трайона на новый пароходофрегат HMS Raleigh.

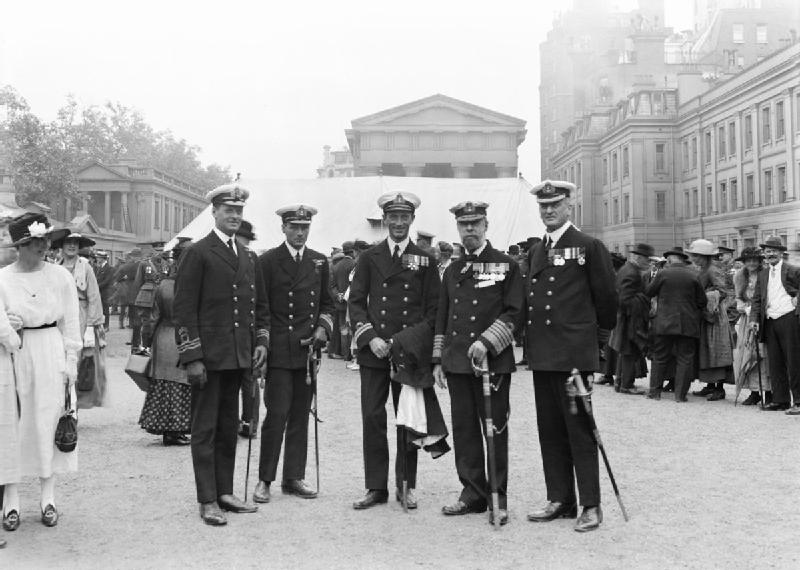
Уилсон (второй справа) в группе офицеров награждённых Крестом Виктории

В 1876 году Уилсон назначен командиром и начальником штаба созданной торпедной школы на базе HMS Vernon. В его обязанности входило издание документации и инструкций пользования торпед, усовершенствование и создание новых прицельных устройств, и разработку концепции минных заградителей.

## Битва при Эль-Тебе
Получивший 20 апреля 1880 года звание капитана военно-морского флота Великобритании Уилсон был назначен на торпедную плавучую базу HMS Hecla. Летом 1882 года Уилсону было приказано привести корабль в Египет и обеспечивать с него снабжение британских сухопутных войск, участвовавших в Англо-египетской войне. В Египте Уилсон совместно с капитаном Джоном Фишером установил тяжёлые пушки на железнодорожные платформы, соорудив некое подобие будущих бронепоездов. С Фишером, будущим Первым морским лордом, Уилсон сохранит дружбу до конца жизни. За участие в боевых действиях 12 января 1883 года Уилсон был награждён турецким орденом Меджидие 3-й степени.
В начале 1884 года во время боевых действий восстания махдистов корабль Уилсона HMS Hecla был переведён к Суданскому побережью Красного моря для поддержки британского корпуса в Суакине. Там Уилсон, присоединившийся к сухопутным частям британцев, участвовал в эпизоде, за который он был награждён Крестом Виктории:

29 февраля 1884 года в Битве при Эль-Тебе капитан Уилсон с HMS Hecla, прикомандированный к артиллерийской батарее в составе военно-морской бригады заменил смертельно раненного лейтенанта в командовании правым крылом бригады. Бригада наступала на противника, когда арабы ринулись в атаку, намереваясь захватить пушку батареи Уилсона. Капитан Уилсон в одиночку напал на противника и защищал в рукопашной пушку, пока не подоспела помощь пехоты 1-го батальона полка Йорка и Ланкастера.
Оригинальный текст (англ.)On 29 February 1884, at the Battle of El Teb, Captain Wilson of HMS Hecla attached himself, during the advance, to the right half-battery, Naval Brigade, in place of a lieutenant who was mortally wounded. As the troops closed on the enemy battery, the Arabs charged out on the detachment which was dragging one of the guns, whereupon Captain Wilson sprang to the front and engaged in single combat with some of the enemy, and so protected the detachment until men of the 1st Battalion, York and Lancaster Regiment, came to his assistance.

В наградных документах также отмечается, что капитан Уилсон, получив ранения, оставался этот день в строю.

## Адмиралтейство и командование флотом

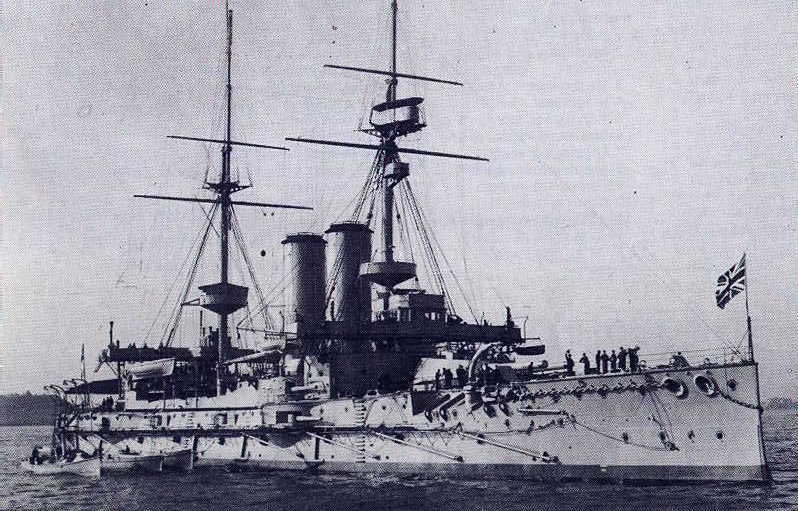
Линейный корабль HMS Exmouth, флагман Уилсона, Главнокомандующего Флота Канала

В марте 1886 года Уилсон был назначен командиром флагманского корабля HMS Raleigh британской военно-морской станции Мыса Доброй Надежды (хорошо знакомом ему — Уилсон проходил на нём службу помощником командира корабля в 1874—75 годах). В Южной Африке Уилсон познакомился с астрономом Дэвидом Гиллом, директором обсерватории Мыса Доброй Надежды. Дружба с Гиллом продолжалась всю жизнь. В апреле 1887 года Уилсон был переведён на должность заместителя директора департамента торпед Адмиралтейства. Директором этого департамента был старый друг Уилсона Джон Фишер. В этой должности Уилсон был награждён Орденом Бани (Компаньон (кавалер) ордена англ. Companions, CB) 21 июня 1887 года. В 1889 году Уилсон стал начальником торпедной школы HMS Vernon в Портсмуте. В 1892 году назначен командиром линейного корабля HMS Sans Pareil, нёсшего службу в Средиземноморском флоте. 14 февраля 1892 года он был назначен на престижную должность военно-морского адъютанта королевы Виктории (занимал эту должность до 1895 года). В 1893 году Уилсон стал свидетелем гибели на учениях линейного корабля Средиземноморского флота HMS Victoria. Во время этой трагедии, потрясшей Королевский военно-морской флот, погиб вице-адмирал Джордж Трайон. Когда Уилсон был командиром HMS Sans Pareil, этот корабль стал флагманом командующего Средиземноморского флота (в конце 1893 года). 22 июня 1895 Уилсон стал контр-адмиралом, получив под своё командование учебную торпедную эскадру. В эскадру входили в том числе только построенные эскадренные миноносцы. Свой флаг контр-адмирал Уилсон держал на крейсере HMS Hermione. На учениях эскадры, в разразившийся шторм Уилсон потерял несколько малых кораблей, сопровождавших эскадру. На Уилсона, как командира учений, обрушилась критика газет. Впрочем, адмиралтейство не нашло вины командира в этом инциденте. В 1896 году Уилсон был назначен заместителем командующего Резервного флота.
Уилсон был назначен третьим морским лордом и контролёром флота (см. Лорды — члены Комитета Адмиралтейства) в августе 1897 года и командующим эскадры Флота Канала в марте 1901 года, с апреля 1901 года его флагманом стал HMS Majestic. Первым лордом в это время был Адмирал Джон Фишер. Командиром флагмана HMS Majestic Уилсон назначил Эдварда Брэдфорда, будущего адмирала, автора биографии Уилсона «Жизнь адмирала флота сэра Артура Найвета Уилсона». Деятельность Уилсона на должности контролёра флота оценивается неоднозначно — его критиковали как и за стремительные, не всегда тщательно подготовленные реформы флота, так и за неоднозначную программу строительства новых кораблей. На него же возлагали ответственность за инцидент со строительством королевской яхты, который произошёл по вине морского офицера, подчинённого Уилсона.
Осталось заметным в истории и его отношение к новому виду кораблей — подводным лодкам. Ещё в 1900 году он публично заявил, что подлодки — «исключительно подлое и бесчестное», «не английское» оружие, а «служить на них недостойно джентльмена. И даже в случае войны, если члены команды любой подлодки враждебного государства будут взяты в плен, их следует повесить как пиратов».
Очередное звание вице-адмирала Уилсон получил 24 мая 1904 года (адмиралом Уилсона стал Эдвард Сеймур), он был награждён званием Рыцаря-командора Ордена Бани (англ. KCB) 26 июня 1902 года. В мае 1903 года Уилсон получил назначение главнокомандующим Флота метрополии (переименованным во Флот Канала в 1904 году). Его флагманом стал линейный корабль HMS Revenge (его контр-адмиралом стал Эдмунд Пой), и позже новый линейный корабль HMS Exmouth. Во время визита короля Эдуарда VII в Ирландию Уилсон был награждён званием Рыцаря-командора Королевского Викторианского ордена 11 августа 1903 года. Он получил звание Адмирала 24 февраля 1905 года. Следующий по значению орден Рыцаря Большого креста (англ. GCVO) Королевского Викторианского ордена Уилсон получил 11 августа 1905 года во время визита им Военно-морских сил Франции. Рыцаря Большого креста Ордена Бани он получил 3 ноября 1906 года.

## Первый морской лорд
С своему 65-летию в 1907 году Уилсон королевским указом получил высшее звание в Военно-морских силах Великобритании Адмирал флота. С этим званием он вышел в отставку. Он вернулся в город своего детства Софам, где проживала его сестра, и зажил жизнью пенсионера. Получил водительские права, купил машину. Играл летом в гольф и теннис, а осенью практиковался в стрельбе на стрельбище. Организовал с несколькими друзьями клуб.
В ноябре 1907 года Адмиралтейство пригласило Уилсона в комиссию, оценивающую новый механизм наведения морских пушек инженера Артура Поллена. В апреле 1909 года премьер-министр пригласил Уилсона в Комитет обороны Империи. В ноябре этого же года было объявлено, что Джон Фишер покидает пост Первого лорда адмиралтейства в январе 1910 года. Деятельность Фишера, архитектора тактики, стратегии, развития и материально-технического оснащения Королевского военно-морского флота Великобритании, яростного сторонника технических новшеств на британском флоте встречала сопротивление консервативных сил; оппозицию ему последние годы составляли силы, во главе которых стоял адмирал и политик Чарльз Бересфорд. Высший адмиралитет оказался расколот по отношению к реформам во флоте. В этой ситуации король Эдуард VII, поддерживающий реформы Фишера, лично попросил Уилсона вернуться на службу. Уилсона был известен своей поддержкой реформ флота Фишера. Уилсон не хотел возвращаться на службу, но личная просьба короля убедила его принять новую должность.
Деятельность Уилсон на этом посту оценивается в общем негативно, он представляется как «неинициативный, невнятный, авторитарный» командующий. В ранге главнокомандующего Военно-морских сил Великобритании Уилсон принимал участие в похоронах короля Эдуарда VII в мае 1910 года.
Уилсон был активным сторонником идеи переброски флотом сухопутных сил на Балтийское побережье в случае войны. Эта стратегическая модель существовала в Британии с середины XVIII века со времён Семилетней войны. Эту стратегию вынашивал адмирал Фишер. Эту идею Уилсон представил Комитету обороны Империи, заседание которого состоялось после Агадирского кризиса. К событиям Агадирского кризиса в военных силах империи накопились противоречия и системные проблемы. Технический прогресс проникал в общество, в армию, во флот; он встречал поддержку одних сил и сопротивление консерваторов. Огромные проблемы возникли в управлением сухопутных и морских сил, а также во взаимодействии между ними. Всё это привело к известному конфликту на заседании Комитета обороны Империи между недавно назначенным Первым лордом Уилсоном и Начальником Генерального штаба Уильямом Никольсоном.
На заседании Комитета обороны Империи Уилсон предложил план переброски флотом сухопутных сил на Балтийское побережье. Реджинальд Маккенна, Первый лорд Адмиралтейства, поддержал план Уилсона, но Секретарь Кабинета Морис Хэнки указал, что такой план должен быть одобрен Начальником Генерального штаба Уильямом Никольсоном. Генеральный штаб уже имел план, который не предусматривал тактической доктрины, представленной Уилсоном, а представлял собой переброску британских сухопутных войск флотом во Францию. Уильям Никольсон спросил — проанализировало ли Адмиралтейство карту железнодорожных коммуникаций Германии, прежде чем разрабатывать такой план для флота. Вопрос состоял в том, насколько быстро Германия может перебрасывать сухопутные войска в разных направлениях. В горячей дискуссии Уилсон парировал, что это не дело Адмиралтейства работать с сухопутными картами Германии, на что Николсон упрекнул флот во вмешательстве в военные стратегические вопросы сухопутных сил. На митинге присутствовали бригадир Генри Уилсон и премьер-министр Великобритании Герберт Асквит, который считал план Адмиралтейства «легкомысленным и совершенно невыполнимым». Приняв сторону Уильяма Никольсона, Премьер-министр приказал Адмиралтейству придерживаться существующего плана Генерального Штаба. Сразу после митинга Артур Уилсон был снят с должности Первого морского лорда, на это место был назначен Уинстон Черчилль, который был известен как противник идей Фишера. Черчилль начал свою активность на должности с организации Штаба военно-морского флота, создание которого не поддерживали ни Фишер, ни Уилсон.
Британский военный историк Хью Страчан так описывает руководство Флота в годы, предшествующие Первой мировой войне:

Череда скоротечных назначений слабых кандидатов (Артура Уилсона, Фрэнсиса Бриджмэна, Людвига Баттенберга) обеспечило руководству Королевского флота потерю генерального направления развития в течение четырёх лет, предшествующих войне.
Оригинальный текст (англ.)"the combination of frequent change and weak appointees (Wilson, Bridgeman and Battenberg) ensured that the professional leadership of the Royal Navy lost its direction in the four years preceding the war

Уилсон покинул Адмиралтейство в декабре 1911 года. Он был награждён Орденом Заслуг 8 марта 1912 года. С началом Первой мировой войны он был призван Черчиллем, Уилсон стал советником по стратегическим вопросам. В этом качестве он защищал идеи наступательных военных действий в Северном море, был сторонником захвата германского острова Гельголанд, выступал за строительство подводных лодок. На одном из этапов работы британского криптографического отдела, известного как Комната 40, Уилсон был его куратором; ему, наряду с Черчиллем, передавались все перехваченные и дешифрованные немецкие сообщения.Уилсон оставил пост советника по стратегическим вопросам в ноябре 1918 года. На протяжении долгой карьеры, увенчанной лидирующими постами адмиралтейства, Уилсон отвергал предложения монарха присвоить ему дворянский титул. Единственным титулом стало баронетство Уилсон, унаследованное от старшего брата сэра Роланда Уилсона, умершего в октябре 1919 года (Роланду баронетство досталось в наследство от дяди Арчдейла Уилсона, не имевшего детей).
Сэр Артур Найвет Уилсон, холостяк, умер в городке Софам графства Норфолк 26 мая 1921 года (встречается дата 25 мая) от нарушений работы сердца на фоне пневмонии, и был похоронен 30 мая на кладбище церкви Святых Апостолов Петра и Павла города Софам. Почётный караул на похоронах составили адмирал Сэр Генри Оливер, как представитель Лордов — членов Комитета Адмиралтейства, адмирал Джордж Эгертон, адмирал Эдвард Брэдфорд, контр-адмирал Ричард Харборд-Хамонд (англ. Richard M. Harbord-Hamond), коммандер Франклин (англ. H. G. C. Franklin), как представитель Главнокомандующего, лорд Фишер, сын многолетнего соратника и друга Уилсона Джона Фишера. Его наградной Крест Виктории был пожертвован Национальному Музею Королевского Флота в Портсмуте.

## Прозвища
Прозвище «Буксир» (англ. Tug) пристало к Уилсону (по одной версии) после эпизода, когда он приказал провести линейный корабль по мелководью, а когда подчинённый ему командир этого корабля стал докладывать, что это невозможно, посоветовал тому взять огромный корабль на буксир. По другой версии, так звали Уилсона в честь популярного британского боксёра-тяжеловеса, известного под прозвищем «Буксир». Ещё одним прозвищем «Старый *ердун» (англ. Old 'Ard 'Art) звали Уилсона за его отказы на запросы экипажей кораблей улучшить бытовые условия.

## Награды
- 12 января 1883 года — Орден Меджидие 3-й степени[41]
- 26 июня 1902 года — Рыцарь-командор Ордена Бани (англ. KCB)[42]
- 11 августа 1903 года — Рыцарь-командор Королевского Викторианского ордена (англ. GCB)[43]
- 11 августа 1905 года — Рыцарь Большого креста Королевского Викторианского ордена (англ. GCVO)[44]
- 1905 год — Большой крест Ордена Нидерландского льва[45]
- 8 сентября 1905 года — Большой крест Ордена Данеброг[46]
- 8 марта 1912 года — Орден Заслуг (англ. OM)[47]

## Звания
- 1855	год — поступил на флот
- 11 декабря 1861 года — лейтенант
- 18 сентября 1872 года — коммандер
- 20 апреля 1880 года — капитан
- 20 июня 1895 года — контр-адмирал
- 28 марта 1901 года — вице-адмирал
- 24 февраля 1905 года — адмирал
- 1 марта 1907 года — адмирал флота